# Liu Yun
Liu Yun (chinesisch 刘赟, Pinyin Liú Yūn; * 6. März 1982 in Hefei, Volksrepublik China) ist eine ehemalige chinesische Handballspielerin.

## Karriere
Liu Yun begann das Handballspielen im Jahr 1992 an einer Sportschule in ihrer Geburtsstadt. Ab dem Jahr 1995 gehörte sie der Provinzmannschaft von Anhui an.
Liu Yun gehörte erstmals im Jahr 1999 dem Kader der chinesischen Nationalmannschaft an. Im Jahr 2002 gewann sie mit der chinesischen Auswahl sowohl bei der Asienmeisterschaft als auch bei den Asienspielen die Bronzemedaille. In den darauffolgenden Jahren nahm sie an den Olympischen Spielen in Athen und an den Olympischen Spielen in Peking teil, bei denen China den achten und sechsten Platz belegte. Bei ihrer ersten Teilnahme erzielte sie 7 Treffer und bei ihrer zweiten Teilnahme 35 Treffer.